# Virgilius Maro Grammaticus
Virgilius Maro Grammaticus war ein Verfasser grammatikalischer Abhandlungen in lateinischer Sprache. Seine Lebenszeit wird in das 7. Jahrhundert datiert.

## Leben
Angaben über Herkunft und Lebenszeit des Virgilius Maro sind nicht überliefert. Vermutet wurden sowohl eine spanische, südfranzösische wie auch irische Heimat. Die Zeit seines Wirkens wird zwischen 650 und 750 n. Chr. angesetzt. Nach den Untersuchungen von Michael Herren geht die Forschung heute von irischer Herkunft und von einer Lebenszeit um das Jahr 650 aus. Die Annahme jüdischer Herkunft – die zur Erklärung mancher Eigentümlichkeiten von Virgilius Maros Ansichten herangezogen wurde – wurde noch von Bernhard Bischoff verteidigt.

## Werk
Von Virgilius Maro sind zwei Traktate überliefert, die Epitomae XV (laut Titel 15 Kapitel umfassend, von denen nur 12 überliefert sind) und die acht Epistolae. Beide Schriften behandeln grammatikalische Fragen, wobei teils traditionelles Lehrgut wiedergegeben wird, teils aber fantastisch-skurrile Thesen vertreten werden. Die Epitomae folgen dem Modell der Ars maior des Aelius Donatus und behandeln zunächst die kleinste sprachlichen Einheiten (Buchstaben, Silben, Versfüße), dann die acht Teile der Rede (partes orationis), um schließlich mit Fragen des Sprachgebrauchs (Barbarismus, Solözismus und Redefiguren) zu enden. Die Epistolae folgen dem Modell der Donatischen Ars minor und behandeln nur die acht Redeteile und den Sprachgebrauch. Sind die Disposition der beiden Schriften und manche Aussagen traditionell, so weichen die weitergehenden Ausführungen des Virgilius Maro stark von der Schultradition ab. Virgilius berichtet aus seinem Leben, erzählt von seinen Lehrern und weitere Grammatikeranekdoten. In dem „Katalog der Grammatiker“ (Epit. XV) führt er zahlreiche ehrwürdige Vertreter dieser Disziplin auf, die außer bei ihm nirgends genannt werden und deren Namen oft an die Gestalten des griechischen und lateinischen Altertums und der Bibel erinnern; Virgilius Maros Lehrer hieß Aeneas. Die grammatikalischen Ausführungen des Virgilius umfassen Aussagen über das „Zerrühren der Buchstaben“ (scinderatio fonorum) und die „zwölf Arten der Latinität“ (Epit. I,64-84). Behandelt werden auch grammatische Probleme wie das der Vokativform des Personalpronomens der ersten Person Singular (ego); Virgilius Maro schildert bei dieser Gelegenheit die vierzehntägige intensive Auseinandersetzung, die bei der Erörterung dieses wichtigen Themas zwischen den Grammatikern Galbungus und Terrentius geführt wurde (Epist. II). Virgilius Maro schreibt ein schwieriges, gewollt unverständliches und dunkles Latein voller Worte, die nur bei ihm vorkommen, und voller Wortspiele und fantasievoller Worterfindungen. Dabei zeigt er keine Unsicherheiten in der Verwendung der lateinischen Sprache, wie sie für andere Autoren dieser Zeit nicht untypisch sind. Er ordnet sich damit in die Autoren des hisperischen Lateins ein, eines mit Lehn- und Kunstworten angereichertes Lateins, welches im frühen Mittelalter unter irischen Mönchen verbreitet war (zum Beispiel Hisperica Famina).

## Wirkung
Die Werke des Virgilius Maro wurden von nachfolgenden Autoren im 8. Jahrhundert intensiv rezipiert und dann nach einer Rezeptionslücke im 9. Jahrhundert wieder im 10. und bis zum Ende des 11. Jahrhunderts als ernsthafte Abhandlungen diskutiert. Vor allem sein Stil war zu Zeiten einflussreich. Einige seiner Wortprägungen und bizarren Etymologien fanden Eingang in die breitere grammatische Tradition. Dann wurde er vergessen und erst im Jahr 1794 wiederentdeckt. Die handschriftliche Überlieferung ist im Vergleich zu anderen Grammatikern des Frühmittelalters relativ umfangreich.

## Deutungsprobleme
Der Sinn von Virgilius Maros Schriften ist seit seiner Wiederentdeckung immer kontrovers geblieben. Galt er früher vor allem als schlechter oder auch wahnsinniger Grammatiker, der aber doch ernsthafte Grammatik habe treiben wollen, so wird seit Paul Lehmann (Die Parodie im Mittelalter, 1924) davon ausgegangen, dass es sich bei seinen Traktaten um parodistische Schriften handelt. Vivian Law hat Virgilius Maro in den kulturellen Kontext Irlands des 7. Jahrhunderts eingeordnet und zu zeigen versucht, dass Virgilius Maros Schriften als Verteidigung der Freiheit des Denkens (der „filosophia“ und der „sapientia“) in einer Zeit zunehmender theologischer Verhärtung zu verstehen seien. Als bizarrer Autor hatte Virgilius Maro immer Anhänger, wegen seines Einfallsreichtums wird er oft mit Autoren wie François Rabelais, Jorge Luis Borges oder James Joyce verglichen.

## Ausgabe
- Virgilius Maro Grammaticus: Opera omnia. Edidit Bengt Löfstedt. Saur, München und Leipzig 2003; ISBN 3-598-71233-2.
- Lorenzo di Maggio: Virgilius redivivus: Einführung, Kommentar und Übersetzung zu Virgilius Maro Grammaticus. (= Bochumer Altertumswissenschaftliches Colloquium, 107). WVT, Trier 2021, ISBN 978-3-86821-881-7. – Rezension von James E. G. Zetzel, in BMCR 2022.03.34